# سيريل رايموند
سيريل رايموند (بالإنجليزية: Cyril Raymond)‏ هو ممثل بريطاني (وحمل سابقاً جنسية المملكة المتحدة لبريطانيا العظمى وأيرلندا)، ولد في 13 فبراير 1899، وتوفي في 28 يوليو 1973.

## وصلات خارجية
- سيريل رايموند على موقع IMDb (الإنجليزية)
- سيريل رايموند على موقع قاعدة بيانات برودواي على الإنترنت (الإنجليزية)
- سيريل رايموند على موقع قاعدة بيانات الفيلم (الإنجليزية)